# Yuming Hey
 (janvier 2023).
La mise en forme du texte ne suit pas les recommandations de Wikipédia : il faut le « wikifier ».
Les points d'amélioration suivants sont les cas les plus fréquents. Le détail des points à revoir est peut-être précisé sur la page de discussion.
- Les titres sont pré-formatés par le logiciel. Ils ne sont ni en capitales, ni en gras.
- Le texte ne doit pas être écrit en capitales (les noms de famille non plus), ni en gras, ni en italique, ni en « petit »…
- Le gras n'est utilisé que pour surligner le titre de l'article dans l'introduction, une seule fois.
- L'italique est rarement utilisé : mots en langue étrangère, titres d'œuvres, noms de bateaux, etc.
- Les citations ne sont pas en italique mais en corps de texte normal. Elles sont entourées par des guillemets français : « et ».
- Les listes à puces sont à éviter, des paragraphes rédigés étant largement préférés. Les tableaux sont à réserver à la présentation de données structurées (résultats, etc.).
- Les appels de note de bas de page (petits chiffres en exposant, introduits par l'outil «  Source ») sont à placer entre la fin de phrase et le point final[comme ça].
- Les liens internes (vers d'autres articles de Wikipédia) sont à choisir avec parcimonie. Créez des liens vers des articles approfondissant le sujet. Les termes génériques sans rapport avec le sujet sont à éviter, ainsi que les répétitions de liens vers un même terme.
- Les liens externes sont à placer uniquement dans une section « Liens externes », à la fin de l'article. Ces liens sont à choisir avec parcimonie suivant les règles définies. Si un lien sert de source à l'article, son insertion dans le texte est à faire par les notes de bas de page.
- La présentation des références doit suivre les conventions bibliographiques. Il est recommandé d'utiliser les modèles {{Ouvrage}}, {{Chapitre}}, {{Article}}, {{Lien web}} et/ou {{Bibliographie}}. Le mode d'édition visuel peut mettre en forme automatiquement les références.
- Insérer une infobox (cadre d'informations à droite) n'est pas obligatoire pour parachever la mise en page.

Pour une aide détaillée, merci de consulter Aide:Wikification.
Si vous pensez que ces points ont été résolus, vous pouvez retirer ce bandeau et améliorer la mise en forme d'un autre article.
Pour les articles homonymes, voir Hey.
Aurélien Feng, dit Yuming Hey, est un acteur français, né en 1993 à Marseille.

## Biographie
Yuming Hey fait l'école internationale de cirque d'Annie Fratellini et joue de la flûte traversière pendant 13 ans au CRD d'Orsay tout en se formant à l'art de la danse.
Il est diplômé de l'Ecole Départementale de Théâtre d'Essonne (EDT91) du Cycle d'enseignement initial de théâtre et d'Etudes théâtrales, puis du Conservatoire National Supérieur d’art dramatique de Paris en octobre 2018.
En chant, il interprète Puck (Le Songe d'une nuit d'été) dans l'opéra de Jacques Vincey à l'Opéra de Tours. Au théâtre, il a notamment travaillé sous la direction de Pascal Rambert, Mathieu Touzé, Blandine Savetier, Robert Cantarella et Johanny Bert.
Yuming Hey a été sélectionné pour rejoindre les talents ADAMI théâtre et a joué dans 8 ensemble de Pascal Rambert en octobre 2021 à la Cartoucherie de Vincennes avant de reprendre son rôle de Mowgli dans The Jungle Book mis en scène par Robert Wilson au Théâtre du Chatelet.
Il joue ensuite au Théâtre National de Bordeaux en Aquitaine pour la création d'Herculine Barbin par Catherine Marnas en janvier 2022.
Yuming Hey travaille régulièrement avec le metteur en scène Mathieu Touzé, avec qui il a fondé le Collectif Rêve Concret en 2013. En septembre 2021, il joue dans On n'est pas là pour disparaître d'après le roman d'Olivia Rosenthal. En octobre 2022, il le retrouve dans Une absence de silence, d'après Que font les rennes après Noël ? d'Olivia Rosenthal.
Au cinéma et à la télévision on a pu le voir dans Anima de Laurent Grasso. Il a tourné dans la saison 3 de la série Emily in Paris ainsi que dans Conannde Bertrand Mandico et 38°5 quai des Orfèvres de Benjamin Lehrer.
Yuming Hey est conseiller artistique au Théâtre 14 à Paris.

## Filmographie
- 2019 : Osmosis de Audrey Fouché : Billie Tual
- 2022 : Emily in Paris (saison 3, épisode 8) : Rémi Framboise
- 2022 : Les Filles destinées de Valentin Noujaïm : Taku
- 2022 : The French Boys 4 de David Chausse, Patrick Fabre et Simon Frenay
- 2023 : Conann de Bertrand Mandico : Ex Turil 21
- 2023 : 38°5 quai des Orfèvres de Benjamin Lehrer : le créateur de mode victime

## Distinctions
- Prix de la Fondation de France et Prix d'écriture et de mise en scène du Théâtre du Rond-Point pour Mon Polymonde, 2015
- Prix d'interprétation masculine du Festival Rideau Rouge pour Un Garçon d'Italie, mis en scène par Mathieu Touzé, 2016
- Prix 2023 Plaisir du Théâtre[7]